# Gertraud Winkelvoß
Gertraud Winkelvoß (* 18. Februar 1917 in Prettin; † 5. März 1982 in Lüneburg) war eine deutsche Politikerin (DRP, NPD). Sie war von 1967 bis 1970 Abgeordnete im Landtag von Niedersachsen.
Winkelvoß machte 1936 ihr Abitur in Militsch im Bezirk Breslau. Danach war sie im Arbeitsdienst und machte eine Ausbildung als Krankengymnastin in Marburg an der Lahn. Nach ihrer Ausbildung arbeitete sie im Krankenhaus Altstadt und im Standortlazarett Magdeburg. Am 1. September 1938 wurde sie Mitglied in der NSDAP. Während des Zweiten Weltkrieges war sie Lagerführerin im Reichsarbeitsdienst. Ende 1945 gelang ihr die Flucht in den Kreis Northeim, wo sie von 1949 bis 1954 mit ihrem Ehemann einen eigenen Groß- und Einzelhandel für Molkereiprodukte führte. Danach war sie bis 1964 in Oldenburg ansässig, später wohnte sie in Lüneburg, wo ihr Ehemann Richter am dortigen Oberverwaltungsgericht war. Von 1965 bis 1966 studierte sie Volkswirtschaft an der Universität Hamburg und wurde Mitglied des Deutschen Roten Kreuzes, des Kinderschutzbundes, des Bundes der Vertriebenen und des Deutschen Frauenrings.
Winkelvoß war Mitglied rechtsextremer Parteien. Sie gehörte zunächst der Deutschen Reichspartei (DRP) an und trat nach deren Auflösung in die Nationaldemokratische Partei Deutschlands (NPD) ein. Seit Gründung der NPD war sie Mitglied des Bundesvorstandes. 1961 kandidierte sie für die DRP für den Niedersächsischen Landtag. In der sechsten Wahlperiode war sie von 1967 bis 1970 als Kandidatin der NPD Mitglied des Niedersächsischen Landtages. Während dieser Zeit war sie Schriftführerin des Landtages. Bei der Abstimmung über die Auflösung des Landtages stimmte sie als einzige Abgeordnete des Landtages gegen die Auflösung.
Ihre Tochter Ulrike († 1999) war mit dem Lehrer Fritz Rodewald verheiratet.